# Eddie Cibrian

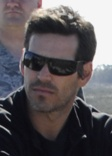
Eddie Cibrian (2009)

Edward „Eddie“ Bryant Cibrian (* 16. Juni 1973 in Burbank, Kalifornien) ist ein US-amerikanischer Schauspieler.

## Leben
Cibrian begann seine Karriere bereits als Kind mit Rollen in diversen Werbespots. Seinen großen Durchbruch schaffte er mit der Rolle des Matt Clark in der Soapopera Schatten der Leidenschaft. Nach einem kurzen Engagement bei Baywatch Nights übernahm Cibrian den Part des Cole Deschanel in der Soap Sunset Beach. Diese war in den USA nicht sehr beliebt, dafür aber besonders in Europa sehr populär. Im Jahr 1999 wechselte Eddie Cibrian mit Third Watch – Einsatz am Limit in die Primetime. Fast fünf Staffeln lang verkörperte er hier den Feuerwehrmann Jimmy Doherty.
In seiner Freizeit spielt Cibrian gerne Golf, Football, Tennis und Basketball. Außerdem engagiert er sich in einigen karitativen Organisationen.
Im Mai 2001 heiratete Cibrian Brandi Glanville. Cibrian hat zwei gemeinsame Kinder mit ihr. Im Juli 2009 trennten sie sich. Ende 2010 verlobte sich Cibrian mit der Countrysängerin LeAnn Rimes. Im April 2011 heiratete das Paar.

## Filmografie (Auswahl)
- 1994–1996: Schatten der Leidenschaft (The Young and the Restless, Fernsehserie)
- 1995–1997: Baywatch Nights (Fernsehserie)
- 1996: Sabrina – Total Verhext! (Folge 1x03 Gastrolle)
- 1997–1999: Sunset Beach
- 1998: Enter the Hitman (Logan’s War: Bound by Honor)
- 1998: Wachgeküßt (Living Out Loud)
- 1999: 3deep
- 1999: Weil ich ein Mädchen bin (But I’m a Cheerleader)
- 1999–2005: Third Watch – Einsatz am Limit (The Watch, Fernsehserie)
- 2000: Am Anfang (In the Beginning)
- 2001: Ohne Worte (Say It Isn’t So)
- 2003: The Street Lawyer
- 2005: Tilt (Fernsehserie)
- 2005: The Cave
- 2005: Invasion (Fernsehserie)
- 2006: Vanished (Fernsehserie)
- 2007: Samantha Who? (Fernsehserie, Folgen 1.07, 1.09)
- 2008: Criminal Minds (Fernsehserie)
- 2009–2010: CSI: Miami (Fernsehserie, 25 Folgen)
- 2009: Nora Roberts – Das Leuchten des Himmels (Northern Lights, Fernsehfilm)
- 2011: Chase (Fernsehserie)
- 2012: Hot in Cleveland (Fernsehserie, 3 Folgen)
- 2012: Rizzoli & Isles (Fernsehserie, 2 Folgen)
- 2015 Baby Daddy (Fernsehserie, 4 Folgen)
- 2016–2017: Rosewood (Fernsehserie)
- 2018: Take Two (Fernsehserie)
- 2021: Country Comfort (Fernsehserie)